# Orthocis punctatus
Orthocis punctatus es una especie de coleóptero de la familia Ciidae.

## Distribución geográfica
Habita en América del Norte.